# Rinzia dimorphandra
Rinzia dimorphandra är en myrtenväxtart som först beskrevs av Ferdinand von Mueller och George Bentham, och fick sitt nu gällande namn av Malcolm Eric Trudgen. Rinzia dimorphandra ingår i släktet Rinzia och familjen myrtenväxter. Inga underarter finns listade i Catalogue of Life.